# Resolución 78 del Consejo de Seguridad de las Naciones Unidas
La Resolución 78 del Consejo de Seguridad de las Naciones Unidas fue adoptada el 18 de octubre de 1949. Habiendo recibido y examinado las propuestas contenidas en el documento de trabajo sobre la implementación de la Resolución 192 de la Asamblea General de las Naciones Unidas adoptada por la Comisión de Armamentos Convencionales de las Naciones Unidas, el Consejo solicitó al Secretario General transmitir estas propuestas y las actas de la discusión sobre esta cuestión en el Consejo, la Comisión de Armamento Convencional y la Asamblea General.
La resolución fue adoptada con nueve votos a favor y dos abstenciones de la República Socialista Soviética de Ucrania y la Unión Soviética.